# Mercedes-Benz W111
O Mercedes-Benz W111 é uma linha de automóveis de luxo (segmento F) produzida pela Mercedes-Benz entre 1959 e 1971, incluindo sedãs de quatro portas (1959-1968) e cupês e conversíveis de duas portas (1961-1971). A carroceria dos sedãs apresentava rabos de peixe pontiagudos característicos que deram aos modelos o apelido de Heckflosse — "rabo de barbatana" em alemão.
Introduzido com um motor de seis cilindros em linha de 2,2 litros, o W111 gerou um par de variantes de suporte em 1961: veículos de entrada de linha baixa com motor de quatro cilindros em linha que compartilhavam o chassi e a carroceria do W111, designados W110; e o topo de linha W112, um sedã de luxo produzido sobre o chassi do W111, com carroceria diferenciada, recursos exclusivos, acabamentos elaborados e o motor M189 de seis cilindros "big block" de 3 litros e injeção eletrônica do Mercedes-Benz 300d Adenauer – na época, o maior da empresa.
Assim como as séries W180 e W128 anteriores, as linhas W111 e W112 incluíam carrocerias cupê e conversível de duas portas, distintas das do sedã. Projetados por Paul Bracq, esses carros especiais foram compartilhados entre as duas novas séries e apresentavam carroceria e interiores exclusivos e significativamente aprimorados.